# Sebastian Eugene Hansen
ő egy bolond